# Сократис Лагудакис
Сократис Лагудакис (грч. Σωκράτης Λαγουδάκης) је био грчки атлетичар који је учествовао на првим Олиимпијаким играма 1896..
Лаудакис се такмичио у маратону заједно са 17 маратонаца. Истрчао је целу стазу и на циљ стигао као девети.
Пошто је пореклом био Грк који је живео у Француској, неки извори га сврставају у грчке а други у Француске атлетичаре..